# Cyathea intramarginalis
Cyathea intramarginalis är en ormbunkeart som först beskrevs av Windisch, och fick sitt nu gällande namn av David Bruce Lellinger. Cyathea intramarginalis ingår i släktet Cyathea och familjen Cyatheaceae. Inga underarter finns listade.